# هنريك أريكسون
هنريك أريكسون (بالسويدية: Henrik Eriksson)‏ هو لاعب هوكي الجليد سويدي، ولد في 15 أبريل 1990 في Västerhaninge ‏ في السويد.

## وصلات خارجية
- هنريك أريكسون على موقع EliteProspects.com (الإنجليزية)
- هنريك أريكسون على موقع Eurohockey.com (الإنجليزية)
- هنريك أريكسون على موقع HockeyDB.com (الإنجليزية)